# ويست بيدن سبرينغز (إنديانا)
ويست بيدن سبرينغز (بالإنجليزية: West Baden Springs town, Indiana)‏ هي بلدة تقع بولاية إنديانا في الولايات المتحدة. تبلغ مساحتها 2.84 كم2، وترتفع عن سطح البحر 146 م، بلغ عدد سكانها 574 نسمة في عام 2010 حسب إحصاء مكتب تعداد الولايات المتحدة وتصل الكثافة السكانية فيها 202.1 نسمة لكل كيلومتر مربع (523.4/ميل2).

## التركيبة السكانية
حدّد مكتب تعداد الولايات المتحدة بيانات التركيبة السكانية لويست بيدن سبرينغز في تعداد الولايات المتحدة. في ما يلي، التركيبة السكانية حسب تعدادي 2000 و2010.

### تعداد عام 2000
بلغ عدد سكان ويست بيدن سبرينغز 618 نسمة بحسب تعداد عام 2000، وبلغ عدد الأسر 263 أسرة وعدد العائلات 176 عائلة مقيمة في البلدة. في حين سجلت الكثافة السكانية 217.6 نسمة لكل كيلومتر مربع (563.6/ميل2). وبلغ عدد الوحدات السكنية 292 وحدة بمتوسط كثافة قدره 102.8 لكل كيلومتر مربع (266.3/ميل2).
وتوزع التركيب العرقي للبلدة بنسبة 94.50% من البيض و2.10% من الأمريكيين الأفارقة و0.81% من الأمريكيين الأصليين و0.81% من الأمريكيين ذوي الأصول الآسيوية و1.13% من الأعراق الأخرى و0.65% من عرقين مختلطين أو أكثر و3.07% من الهسبانيون أو اللاتينيون من أي عرق.
بلغ عدد الأسر 263 أسرة كانت نسبة 27.4% منها لديها أطفال تحت سن الثامنة عشر تعيش معهم، وبلغت نسبة الأزواج القاطنين مع بعضهم البعض 50.2% من أصل المجموع الكلي للأسر، ونسبة 10.6% من الأسر كان لديها معيلات من الإناث دون وجود شريك، بينما كانت نسبة 6.1% من الأسر لديها معيلون من الذكور دون وجود شريكة وكانت نسبة 33.1% من غير العائلات. تألفت نسبة 29.3% من أصل جميع الأسر من عدة أفراد يعيشون في نفس المنزل ونسبة 16% كانت تتألف من شخص يعيش بمفرده يبلغ من العمر 65 عاماً أو أكثر. وبلغ متوسط حجم الأسرة المعيشية 2.35، أما متوسط حجم العائلات فبلغ 2.88.
بلغ العمر الوسطي للسكان 40.3 عاماً. وكانت نسبة 21.7% من القاطنين تحت سن الثامنة عشر، وكانت نسبة 8.3% بين الثامنة عشر والرابعة والعشرين عاماً، ونسبة 27.7% كانت واقعةً في الفئة العمرية ما بين الخامسة والعشرين والرابعة والأربعين عاماً، ونسبة 26.5% كانت ما بين الخامسة والأربعين والرابعة والستين، ونسبة 15.9% كانت ضمن فئة الخامسة والستين عاماً فما فوق. يوجد لكل 100 أنثى 93.1 ذكر، ويوجد لكل 100 أنثى في الثامنة عشر من عمرها فما فوق 92.1 ذكر.
بلغ متوسط دخل الأسرة في البلدة 32,750 دولارًا، أما متوسط دخل العائلة فبلغ 40,357 دولارًا. وكان متوسط دخل الذكور 29,444 دولارًا مقابل 19,375 دولارًا للإناث. وسجل دخل الفرد الخاص بالبلدة 14,532 دولارًا. وكانت نسبة 10.3% من العائلات ونسبة 9.7% من السكان تحت خط الفقر، وكان من هؤلاء نسبة 6.8% تحت سن الثامنة عشر ونسبة 13.5% في الخامسة والستين من العمر وما فوق.

### تعداد عام 2010
بلغ عدد سكان ويست بيدن سبرينغز 574 نسمة بحسب تعداد عام 2010، وبلغ عدد الأسر 251 أسرة وعدد العائلات 149 عائلة مقيمة في البلدة. في حين سجلت الكثافة السكانية 202.1 نسمة لكل كيلومتر مربع (523.4/ميل2). وبلغ عدد الوحدات السكنية 303 وحدة بمتوسط كثافة قدره 106.7 لكل كيلومتر مربع (276.4/ميل2).
وتوزع التركيب العرقي للبلدة بنسبة 93.38% من البيض و3.14% من الأمريكيين الأفارقة و0.52% من الأمريكيين الأصليين و0.35% من الأمريكيين ذوي الأصول الآسيوية و0.70% من الأعراق الأخرى و1.92% من عرقين مختلطين أو أكثر و1.39% من الهسبانيون أو اللاتينيون من أي عرق.
بلغ عدد الأسر 251 أسرة كانت نسبة 27.9% منها لديها أطفال تحت سن الثامنة عشر تعيش معهم، وبلغت نسبة الأزواج القاطنين مع بعضهم البعض 40.2% من أصل المجموع الكلي للأسر، ونسبة 12.7% من الأسر كان لديها معيلات من الإناث دون وجود شريك، بينما كانت نسبة 6.4% من الأسر لديها معيلون من الذكور دون وجود شريكة وكانت نسبة 40.6% من غير العائلات. تألفت نسبة 36.7% من أصل جميع الأسر من عدة أفراد يعيشون في نفس المنزل ونسبة 16.7% كانت تتألف من شخص يعيش بمفرده يبلغ من العمر 65 عاماً أو أكثر. وبلغ متوسط حجم الأسرة المعيشية 2.29، أما متوسط حجم العائلات فبلغ 2.94.
بلغ العمر الوسطي للسكان 40.4 عاماً. وكانت نسبة 24% من القاطنين تحت سن الثامنة عشر، وكانت نسبة 6.6% بين الثامنة عشر والرابعة والعشرين عاماً، ونسبة 26.3% كانت واقعةً في الفئة العمرية ما بين الخامسة والعشرين والرابعة والأربعين عاماً، ونسبة 25.3% كانت ما بين الخامسة والأربعين والرابعة والستين، ونسبة 17.8% كانت ضمن فئة الخامسة والستين عاماً فما فوق. وتوزع التركيب الجنسي للسكان بنسبة 50.2% ذكور و49.8% إناث.